# Jakymiwka (hromada Smoline)
Jakymiwka (ukr. Якимівка) – wieś na Ukrainie, w obwodzie kirowohradzkim, w rejonie nowoukraińskim, w hromadzie Smoline. W 2001 liczyła 306 mieszkańców, wśród których 295 wskazało jako ojczysty język ukraiński, 10 rosyjski, a 1 mołdawski.